# Jamie Staff
Jamie Alan Staff (* 30. April 1973 in Ashford, Großbritannien) ist ein britischer Radrennfahrer, der als BMX- und Bahnradsportler aktiv war. Seine größten Erfolge waren eine Goldmedaille bei den Olympischen Sommerspielen 2008 in Peking im Teamsprint sowie Medaillen bei UCI-Bahn-Weltmeisterschaften.

## Leben und Karriere
Jamie Staff begann im Alter von neun Jahren mit dem BMX-Sport. Er ging in die Vereinigten Staaten und fuhr in der ABA (American Bicycle Association) and NBL (National Bicycle League)-Serie. 1996 gewann er bei der BMX-Weltmeisterschaft eine Goldmedaille. Da BMX damals keine olympische Sportart war, wechselte er jedoch zum Bahnradsport.
Staff konnte sich auf Anhieb für das englische Radrennteam qualifizieren und bei den Commonwealth Games 2002 für England die Silbermedaille im Teamsprint, die Bronzemedaille im 1000-Meter-Zeitfahren gewinnen sowie den nationalen Rekord über 200 m brechen. Im selben Jahr errang er bei den UCI-Bahn-Weltmeisterschaften 2002 im dänischen Ballerup die Goldmedaille im Teamsprint gemeinsam mit Chris Hoy und Craig MacLean.
2004 startete Jamie bei den Olympischen Spielen in Athen und wurde Zwölfter im Keirin sowie Fünfter im Teamsprint (mit Hoy, MacLean und Jason Queally). Sowohl bei den Commonwealth Games 2006 wie auch bei den Bahn-Weltmeisterschaften im selben Jahr holte er eine Silbermedaille im Teamsprint. 2008 gewann er mit Hoy und Jason Kenny in neuer Weltrekordzeit den Teamsprint bei den Olympischen Sommerspielen in Peking. Staff fuhr dabei die schnellste je gefahrene erste Runde in einem Teamsprint.
Im März 2010 erklärte Jamie Staff wegen chronischer Rückenbeschwerden seinen Rücktritt vom Leistungsradsport. Wenig später wurde er US-amerikanischer Nationaltrainer für den Kurzzeitbereich im Bahnradsport.

## Erfolge
- 1996 Weltmeister BMX[3]
- 2002 Bronze 1000-m-Zeitfahren (England), Commonwealth Games
- 2002 Silber Teamsprint (England), Commonwealth Games
- 2002 Gold Teamsprint, Weltmeisterschaft
- 2003 Silber Sprint, Nationale Meisterschaft
- 2003 Silber Sprint, Weltcup, Mexico
- 2003 Gold 1000-m-Zeitfahren, Weltcup, Mexico
- 2003 Gold Teamsprint, Weltcup, Südafrika
- 2004 Gold Keirin, UCI-Bahn-Weltmeisterschaft, Melbourne
- 2005 Gold Team Sprint, Weltmeisterschaft
- 2004 Bronze Team Sprint, Weltmeisterschaft, Melbourne
- 2006 Silber Teamsprint, Commonwealth Games, Melbourne[4]
- 2006 Silber Teamsprint, UCI-Bahn-Weltmeisterschaft
- 2007 Bronze Einzelzeitfahren, UCI-Bahn-Weltmeisterschaft, Palma de Mallorca
- 2008 Silber Teamsprint, UCI-Bahn-Weltmeisterschaft, Manchester
- 2008 Gold Teamsprint, Olympische Spiele, Peking